# البيت الأسود
روايه البيت الاسود هي روايه رعب كتبها الكاتب الأمريكي ستيفن كنيغ وبيتر ستروب وصدرت عام 2001، وهي تنتمي لسلسة التعويذة وهذه هي واحده من روايات كنيغ العديدة الذي تتضمن هارتس في اتلاتنس (قلب في اتلاتنس) وفي الأرق (انسومينا) التي تعادل مع سلسلة البرج الظلام والبيت الاسود الذي رشحت لجائزة برم ستوكاد لأفضل رواية.
الرواية هي مجموعة ستروب هوم لاند وبيكونس (وطن ستروب وبسكونسن) بدلا من خليفة الملك التي تستخدم في كثير من الاحيان من ولايه ماين مدينه الأرض الهبوط الفرنسيه هي نسخة خيالية لمدينة تربيبليا وسكونس أيضا، وهي تسميه لبلدة صغيره قريبه من سنتلافالا وييكونس التي تقع في تقاطع 93 و35 وكتب فصل حول قصيده ادغاد الآن بو الغراب.

## الملخص
بدات سلسه جرائم التي عده هذه الجرائم التي اجتاحت مدينه رسيكونس في فرنسا وتم اعطاء المجرم لقب الصياد لانه يتبع اسلوب القتل المتسلسل البرت نش القاتل في مدينه فرنسا يستهدف الأطفال ويعاملهم بوحشيه مثل السمك  وتم اكتشاف ضحيتان في بدايه القصة والضحية الثالثه لم يتم اكتشافها بعد، كل يوم يعيش الناس في فرنسا في حالة توتر بسبب هذه الجرائم وعدم  قدره الشرطة على القبض على القاتل وتفاقم الوضع سوءا من خلال تغطيه الغير كامله لوسائل الاعلام بعد الاحداث  التعويذة، قام جاك سوير بقمع ذكريات مغامراته في المناطق، وصيده ل التعويذة كطفل يبلغ من العمر اثني عشر عاما وعلى رغم من ان بقايا هذه الاحداث قد اثرت ببراعه على حياته حتى بعد ما ان قد نسيهم، حيث كبر جاك واصبح ملازما في قسم الشرطة غي لوس انجلوس حيث ساعدته مهارته وموهبته الخارقه في تاسيس سمعه شبه اسطوريه، وعندما يتبع سلسله من جرائم القتل التي تحصل في لوس انجلوس، حيث يتعاون جاك مع شرطه الفرنسيه للقبض على القاتل، اثناؤ وجوده في ولايه ويسكونسن وكان جاك نفطر بشكل لايقام من جمال الطبيعي للبلد ومردا رده فعله تجاه المناطق، عندما كان طفلا وحيث تطفل في وقت لاحق على تحقيق في الجريمة، حيث تم تهديد بعض الجوانب في مسرح الجريمخ لاحياء ذكرياته المكبوته وبعد ذلك استقال من شرطه لوس انجلوس وانتقل إلى شرطه الفرنسيه للاستمتاع ليتقاعد مبكرا، وبينما بيدا الصياد في ترويع الشرطة الفرنسيه كانت شرطه تتوسل إلى هوليود جاك سوير لمساعدته وتفاجا عندما يغض رفضا قاطعا، حيث احداث سانتا مونيكا تهدد بالسيطرة على جاك ويغشى ان يؤدي تدخل نفسه في تحقيق، بينما يقوم الصياد باحضار الطفل الرابع، حيث هذه الاحداث لم تعد تسمح لجاك البقاء في مامن، حيث تبين ان الصياد هو أكثر من مجرد قاتل متسلل في واقع هو عميل ل       ومهنته هو ايجاد الأطفال الذين لديهم قدره على العمل كسفحات.
وهي الضحية الرابعه (تايلر مارشال) وهي واحده من اقوى المكسرات التي كانت موجودة في أي وقت مضى وهذه ربما ما كان ما يحتاجه قرمزي كينغ لكسر حاجز الحزم المثيقي من البرج  الظلام وضع حد للجميع، كما اثبت ان الصياد قادرا على التقليب في الاقاليم وجاك هو الامل الوحيد ليس فقط من اجل الشرطة بل من اجل جميع البلد وأهل فرنسا.

## العناوين
. اباله: هو الملك القرمزي
·     كابزمن: هي كلمه يستخدمها جاك للاشاره إلى رجال الشرطة وابرزهم نفسه
·     اخذت الكلمة من نطق الذئب للشرطي في كتاب السابق التعويذة
·     دي يابا: هي كلمه سحريه يستخدمها جاك لاستحضار قوه الخير

### الأقسام
·     2001 روايات امريكيه
·     التعاون الأدبي
·     روايات ستيفن كينغ
·     2000 روايات الرعب
·     روايات بيتر ستروب
·     روايات الرعب الامريكيه
·     روايات اميركيه مثيره
·     روايات المحدده في ويسكونسن
·     مجموعه روايات في ساتنا مونيكا كاليفوريا
·     أكوان موازنه في الخيال
رواية البيت الأسود:
·     غلاف الطبعة الأولى
·     المؤلف: ماري ستيناكر
·     دوله: الولايات المتحدة الامريكيه
·     اللغة: الإنجليزية
·     سلسله: جاك سوسير
·     نوع الأدبي: الرعب
·     تاريخ النشر: 15 أيلول 2001
·     عدد الصفحات: 625
·     إخراج: التعويذة  